# Thomas Summers West
Thomas Summers West CBE, FRS (Peterhead, 18 de novembro de 1927 — 9 de janeiro de 2010) foi um químico inglês.